# 董應軫
董應軫（？年—？年），字宗南，湖廣麻城縣（今湖北省麻城市）人。明朝政治人物。

## 生平
宣德七年（1432年）壬子科湖廣鄉試舉人。授鄭州學正，擢福建提學僉事。天順元年（1457年）廣西大藤峽賊亂，推應軫陞任參議，平蠻有功，致仕歸。

## 家族
有子董紱、董𦁄、董䋊，孫董朴，皆進士。